# コッブラー (潜水艦)
コッブラー (USS Cobbler, SS-344) は、アメリカ海軍の潜水艦。バラオ級潜水艦の一隻。艦名のCobblerは、一般的にはゴンズイ科を中心に雑多な種の総称である。アメリカ公文書では、カナダの旧ニューサウスウェールズ地方に生息するカダヤシ目の一種の通称を由来と見なしている。

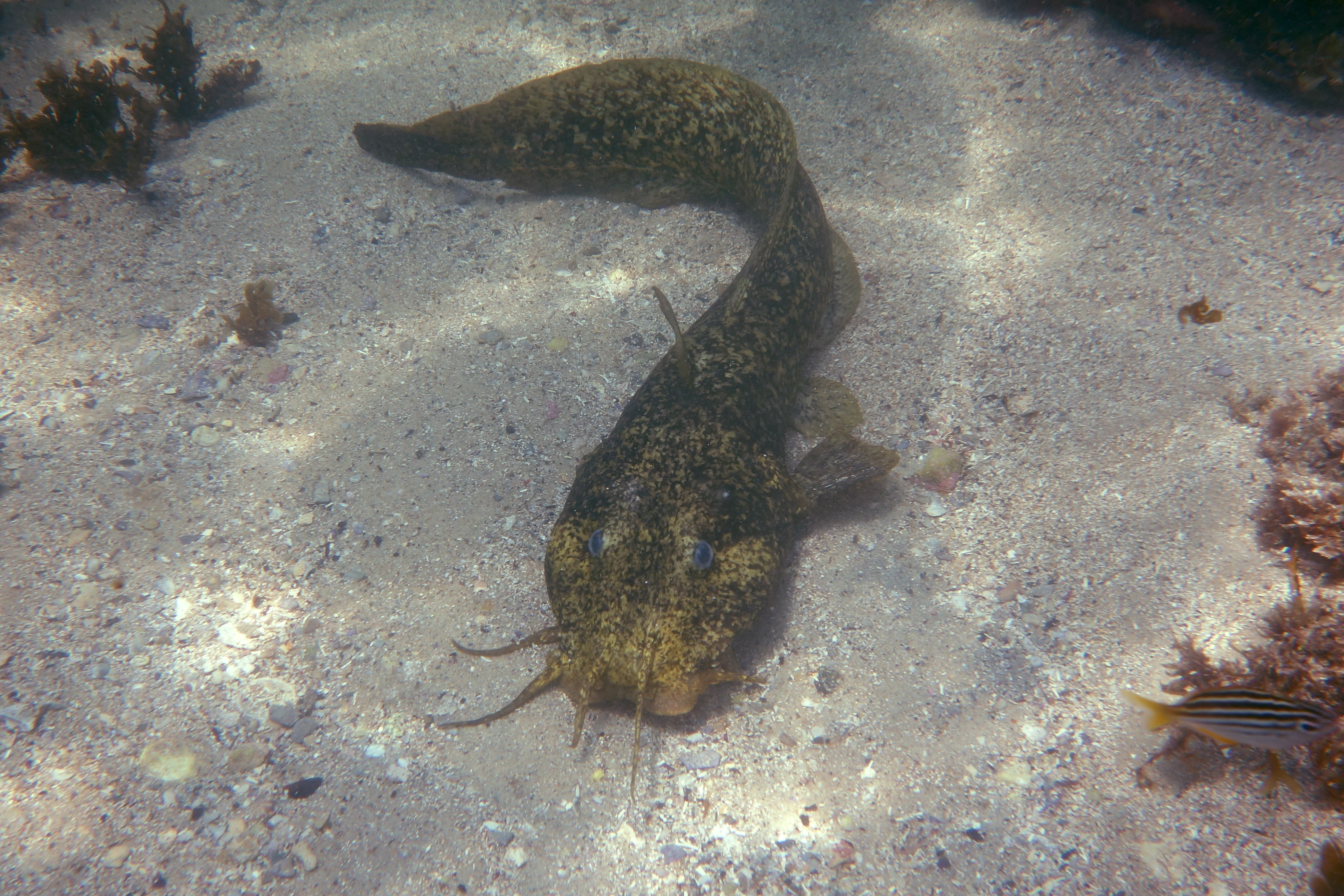
一般的なコッブラー（Estuary cobbler）

## 艦歴

### アメリカ海軍で
コッブラーは1944年4月3日にコネチカット州グロトンのエレクトリック・ボート社で起工した。1945年4月1日にJ・B・ラター夫人によって命名、進水し、1945年8月8日に艦長J・B・グラディ中佐の指揮下就役する。
コッブラーは1946年1月11日にキーウェストに到着、沿岸訓練およびカリブ海での演習を1948年11月27日まで行う。その後コネチカット州グロトンへ向かい、12月1日に到着、GUPPY III改修が行われる。改修作業は1949年8月17日に完了した。コッブラーは8月24日にグロトンを出航し、母港のノーフォークに向かう。ノーフォークには8月27日到着した。
コッブラーはフロリダおよびカリブ海海域で作戦活動に従事し、東海岸を巡航、1953年9月10日から14日までケベックを訪れ、9月19日にノーフォークに帰還した。1954年3月37日、コッブラーはノーフォークを出航し、作戦開発部隊の下3週間の作戦活動に従事、カナダ海軍および空軍部隊と共にバミューダからノバスコシアまで巡航した。
カリブ海および東海岸での作戦活動は1958年1月6日まで続けられた。その後コッブラーは地中海での任務に派遣され、4月18日に帰還した。帰国すると沿岸での作戦活動を再開し、1958年6月にはバミューダを巡航、1959年7月には海軍兵学校生を乗せケベックを訪れた。1959年9月9日から1960年を通じてコッブラーは大西洋艦隊対潜開発部隊に配属された。

### トルコ海軍で
コッブラーはコーポラル (USS Corporal, SS-346) と共に相互防衛援助計画の下1973年トルコ海軍に貸与された。両艦は1973年3月21日にトルコに引き渡された。コッブラーはチャナッカレ (TCG Çanakkale, S 341) と改名された。コッブラーは1973年11月21日に正式に退役、除籍し売却された。1974年1月15日にトルコに到着し、2月12日に就役する。チャナッカレは1998年に退役した。